# Venceslau de Morais

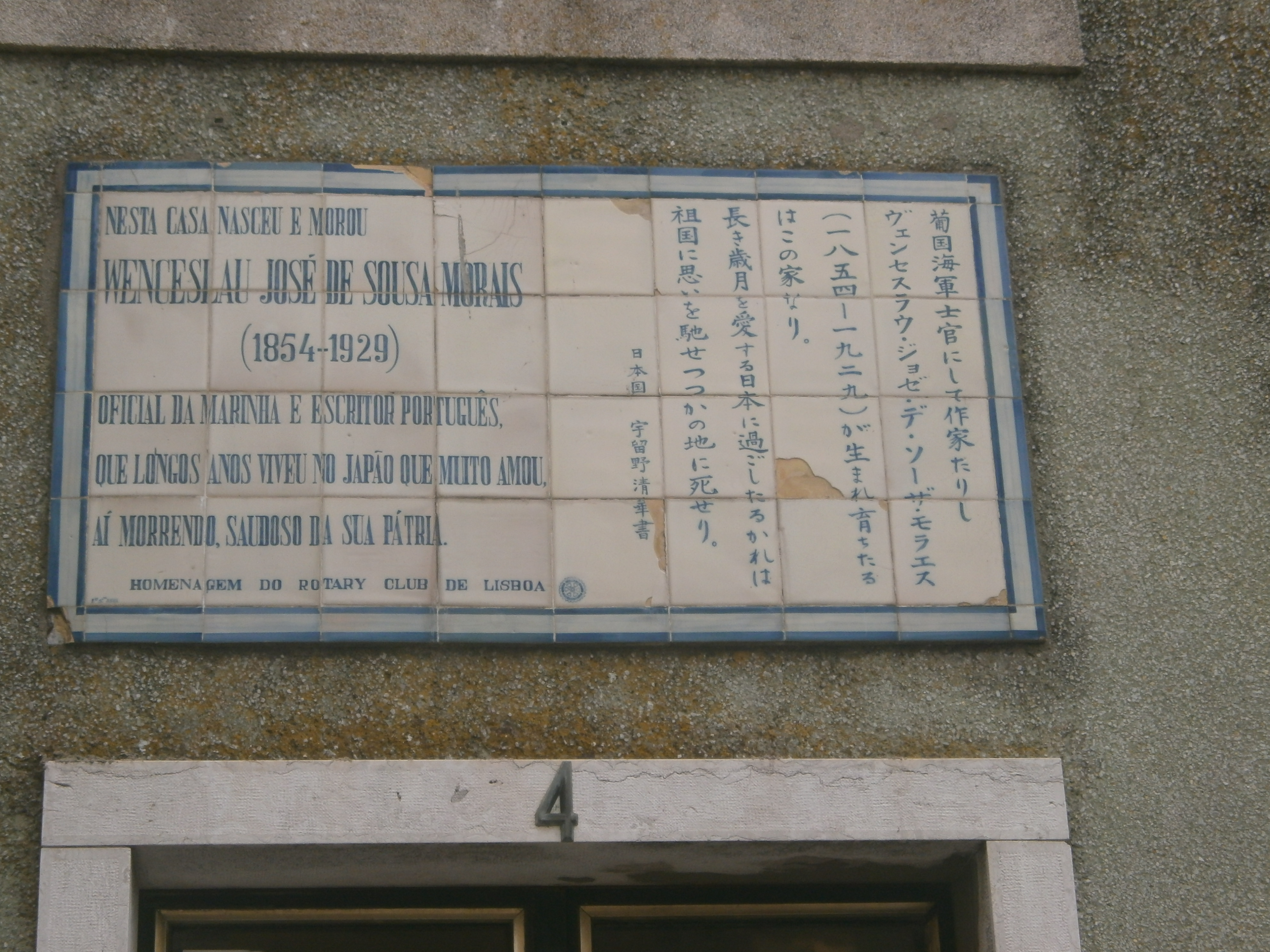
O azulejo colocado sobre a casa natal de Venceslau Morais em Lisboa, Portugal.

Venceslau José de Sousa de Morais (Pena, Lisboa, 30 de Maio de 1854 – Tokushima, 1 de Julho de 1929) foi um escritor e militar da Marinha Portuguesa.

## Biografia
Era filho de Venceslau José de Sousa, natural de Lisboa (freguesia do Socorro), neto materno dum francês, e de sua mulher Maria Amélia de Figueiredo Morais, natural de Lisboa (freguesia de São Mamede). Nasceu a 30 de maio e foi batizado a 25 de setembro de 1854 na freguesia da Pena, em Lisboa.
Oficial da Marinha, completou o curso Escola Naval em 1875, tendo prestado serviço em Moçambique, Macau, Timor Português e no Japão.
Após ter frequentado a Escola Naval, serviu a bordo de diversos navios da Marinha de Guerra Portuguesa. Em 1885 viaja pela primeira vez até Macau, onde se estabelece. Foi imediato da capitania do Porto de Macau e professor do Liceu de Macau desde a sua fundação em 1894. Durante a sua estadia em Macau casou com Vong-Io-Chan (Atchan), mulher chinesa, de quem teve dois filhos, e estabeleceu laços de amizade com Camilo Pessanha.
Entretanto, em 1889, viajara até ao Japão, país que o encanta, e onde regressará várias vezes nos anos que se seguem no exercício das suas funções. Em 1897 visita o Japão, na companhia do Governador de Macau, José Maria de Sousa Horta e Costa, sendo recebido pelo Imperador Meiji. No ano seguinte abandona Atchan e os seus dois filhos, e  muda-se definitivamente para o Japão, como cônsul em Kobe.
Aí a sua vida é marcada pela sua actividade literária e jornalística, pelas suas relações amorosas com duas japonesas (Ó-Yoné Fukumoto e Ko-Haru) e pela sua crescente "japonização".
Durante os trinta anos que se seguiram, Venceslau de Morais tornou-se a grande fonte de informação portuguesa sobre o Oriente, partilhando as suas experiências íntimas do quotidiano japonês com os seus leitores portugueses, numa actividade paralela à de Lafcádio Hearn, o grande divulgador da cultura nipónica no mundo anglo-saxão, de quem foi contemporâneo.
Amargurado com a morte, por doença, de Ó-Yoné, Venceslau de Morais renunciou ao seu cargo consular em 1913 quando já era graduado em Tenente-coronel/Capitão de fragata, mudou-se para Tokushima, terra natal daquela. Aí viveu com Ko-Haru, sobrinha de Ó-Yoné, que viria também a falecer por doença. 
Aí o seu quotidiano tornou-se crescentemente idêntico ao dos japoneses, embora tendo como pano de fundo uma crescente hostilidade destes. Cada vez mais solitário, e com a saúde minada, Venceslau de Morais viria a falecer em Tokushima em 1 de Julho de 1929. 
Venceslau de Morais foi autor de vários livros sobre assuntos ligados ao Oriente, em especial o Japão. Também se encontra colaboração literária da sua autoria no semanário
Branco e Negro  (1896-1898) e nas revistas Brasil-Portugal (1899-1914), Serões  (1901-1911) e  Tiro e Sport  (1904-1913).
Foi impressa uma nota de 500 patacas de Macau com a sua imagem.
A TAP Portugal homenageou-o ao atribuir o seu nome a uma das suas aeronaves.
Primo-irmão de Sebastião Teles.

## Obras
- 1895 - Traços do Extremo Oriente
- 1897 - Dai-Nippon

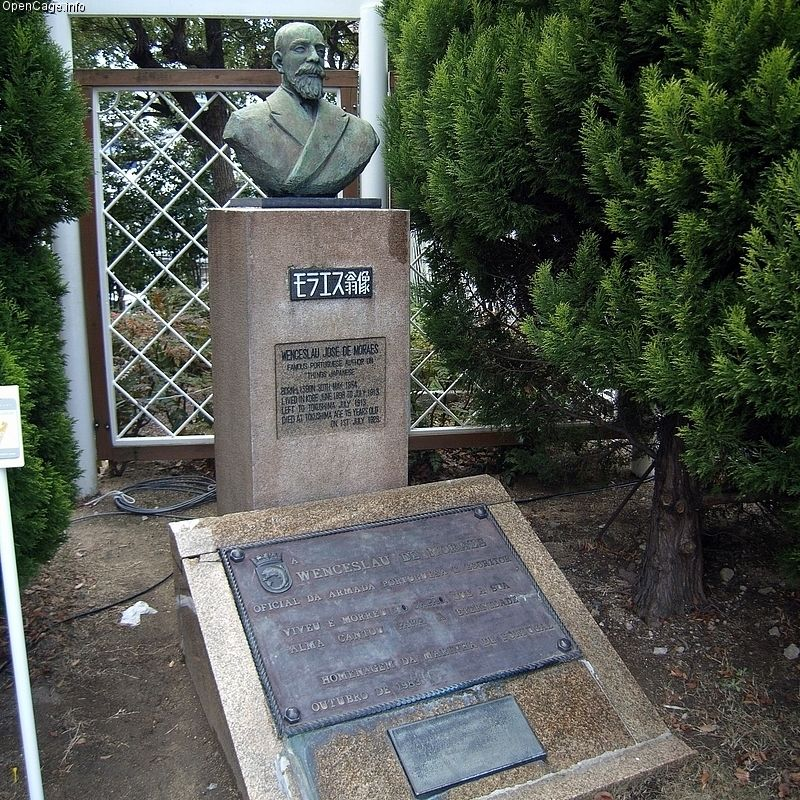
Monumento de Venceslau de Morais em Kobe, Japão.

- 1904 - Cartas do Japão (com várias séries e volumes publicados após esta data)
- 1905 - O culto do chá (eBook)
- 1906 - Paisagens da China e do Japão (eBook) (reeditado em 2014 pela editora portuguesa Livros de Bordo)
- 1907 - Cartas do Japão, A vida japonesa : 3.ª Série (1905-1906) Lulu.com
- 1916 - O "Bon-Odori" em Tokushima
- 1917 - Ko-Haru
- 1920 - Fernão Mendes Pinto no Japão
- 1923 - Ó-Yoné e Ko-Haru
- 1924 - Relance da história do Japão
- 1926 - Os serões no Japão
- 1928 - Relance da alma japonesa
- 1933 - Osoroshi

## Pesquisa bibliográfica
- Venceslau de Morais na Biblioteca Nacional, de Portugal.[ligação inativa]